# المصلى المرواني
المصلى المرواني هو معلم من معالم المسجد الأقصى تحت ساحات المسجد الأقصى المبارك الجنوبية الشرقية، ويتحد حائطاه الجنوبي والشرقي مع حائطي المسجد الأقصى المبارك، وهما كذلك حائطا سور البلدة القديمة في مدينة (القدس.)
عرف هذا الجزء من المسجد الأقصى المبارك قديما بالتسوية الشرقية، إذ بناه الأمويون أصلا كتسوية معمارية لهضبة بيت المقدس الأصلية المنحدرة جهة الجنوب حتى يتسنى البناء فوق قسمها الجنوبي الأقرب إلى القبلة على أرضية مستوية وأساسات متينة ترتفع لمستوى القسم الشمالي. ويرجح أن يكون قد بنى قبل الجامع القِبْلي، لهذا السبب، وأنه استخدم للصلاة ريثما يتم بناء هذا الجامع.
يضم المصلى 16 رواقا حجريا قائما على دعامات حجرية قوية، ويمتد على مساحة تبلغ نحو أربعة دونمات ونصف (الدونم = ألف متر مربع)، حيث يعد أكبر مساحة مسقوفة في المسجد الأقصى المبارك حاليا. ويمكن الوصول إليه من خلال سلم حجري يقع شمال شرق الجامع القِبْلي، أو من خلال بواباته الشمالية الضخمة المتعامدة على السور الشرقي للمسجد الأقصى المبارك، والتي تم الكشف عنها مؤخرا.
خلال فترة الاحتلال الصليبي للقدس، حوله المحتلون إلى إسطبل لخيولهم، ومخزنٍ للذخيرة، وأسموه «اسطبلات سليمان». ولا يزال بالإمكان رؤية الحلقات التي حفروها في أعمدة هذا المصلى العريق لربط خيولهم. وبعد تحرير بيت المقدس، أعاد صلاح الدين الأيوبي () تطهيره وإغلاقه.
وظل المصلى المرواني مغلقا لسنوات طويلة، نظرا لاتساع ساحات الأقصى العلويّة، وقلة عدد شادّي الرحال إلى المسجد المبارك. ثم أعادت مؤسسة الأقصى لإعمار المقدسات ولجنة التراث الإسلامي ببيت المقدس تأهيله، وفتحه للصلاة، في نوفمبر 1996م -1417هـ، وذلك بهدف حمايته من مخطط كان يهدف إلى تمكين اليهود من الصلاة فيه، ومن ثم الاستيلاء عليه، حيث أقاموا درجا يقود إليه عبر الباب الثلاثي المغلق في الجدار الجنوبي للمسجد الأقصى المبارك.
واعتبر هذا العمل أضخم مشروع عمراني في المسجد الأقصى المبارك منذ مئات السنين. وجاء نجاح المسلمين في فتح بوابتين عملاقتين من بوابات المصلى المرواني الشمالية الضخمة في مايو 2000م، وبناء درَجٍ كبير داخل الأقصى يقود إلى هذه البوابات، في فترة زمنية وجيزة، سبباً في إثارة حفيظة سلطات الاحتلال الصهيوني التي كانت تخطط للسيطرة على المكان. وفي 28-9– 2000م، اقتحم أرئيل شارون، زعيم المعارضة الصهيونية آنذاك، المسجد الأقصى المبارك، ، وحاول الوصول إلى المصلّى المرواني مدنسا باحات المسجد الأقصى، الأمر الذي أدّى إلى اندلاع انتفاضة الأقصى المباركة في اليوم التالي.
وتعاني كثير من أعمدة المصلى المرواني وجدرانه، خاصة في رواقه الأخير الملاصق للجدار الشرقي للمسجد الأقصى المبارك، وكذلك سقفه، من تصدعات خطيرة تهدده بالانهيار نتيجة تراكم ترسبات من الأوساخ والأتربة بسبب تسرب الرطوبة، مما يتطلب ترميما عاجلا يحظره المحتلون في إطار حصارهم المتواصل للمسجد الأقصى المبارك الأسير منذ 1967م.

## صور

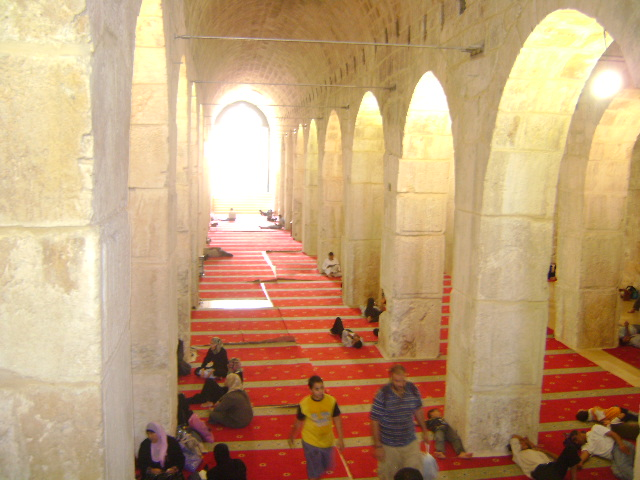
المصلى المرواني
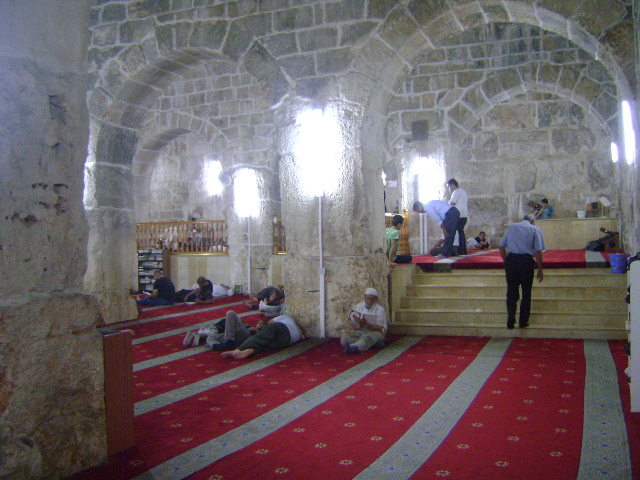
المصلى المرواني
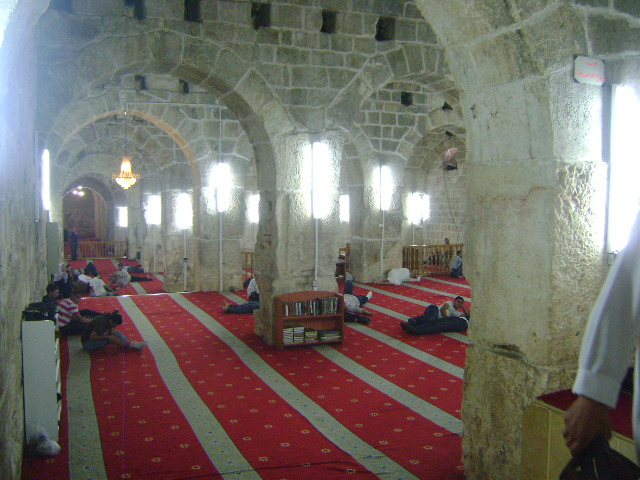
المصلى المرواني
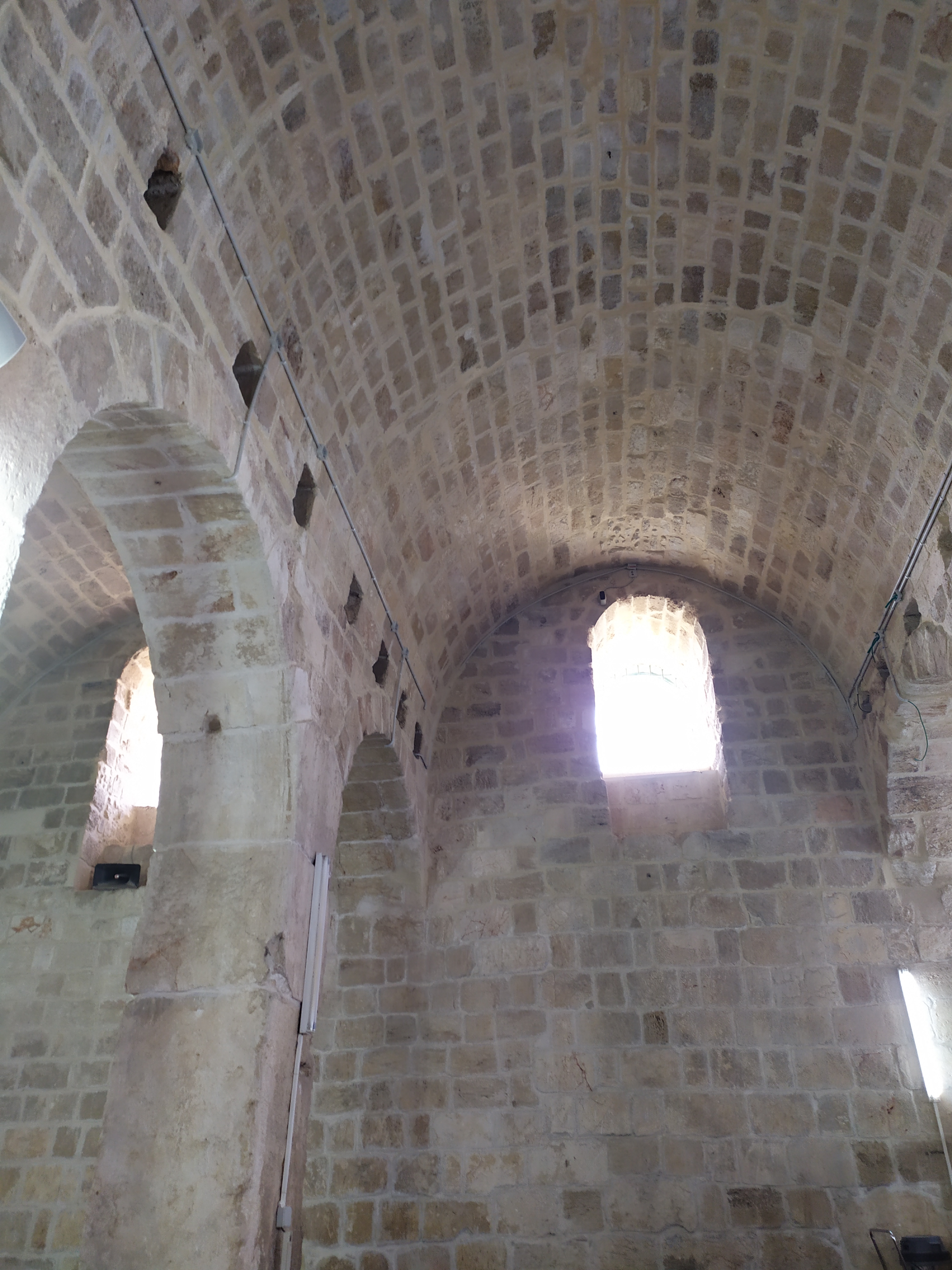
صورة لجزء من المصلى المرواني في المسجد الأقصى المبارك في القدس